# Epictinae
Epictinae – podrodzina węży z rodziny węży nitkowatych (Leptotyphlopidae).

## Zasięg występowania
Podrodzina obejmuje gatunki występujące w Ameryce i Afryce. 

## Podział systematyczny
Do podrodziny należą następujące rodzaje:
- Epictia
- Habrophallos – jedynym przedstawicielem jest Habrophallos collaris
- Mitophis
- Rena
- Rhinoguinea – jedynym przedstawicielem jest Rhinoguinea magna
- Rhinoleptus – jedynym przedstawicielem jest Rhinoleptus koniagui
- Siagonodon
- Tetracheilostoma
- Tricheilostoma
- Trilepida